# Mirayda García
Mirayda García Soto (L'Avana, 9 febbraio 1969) è un'ex schermitrice cubana.

## Palmarès
In carriera ha conseguito i seguenti risultati:
- Mondiali di scherma

Città del Capo 1997: oro nella spada individuale.
La Chaux de Fonds 1998: argento nella spada a squadre.
Seul 1999: bronzo nella spada individuale.
- Giochi Panamericani:

L'Avana 1991: argento nella spada a squadre.
Mar del Plata 1995: argento nella spada a squadre.
Winnipeg 1999: oro nella spada individuale ed a squadre.